# Позездже (гміна)
Гміна Позездже (пол. Gmina Pozezdrze) — сільська гміна у північній Польщі. Належить до Венґожевського повіту Вармінсько-Мазурського воєводства.
Станом на 31 грудня 2011 у гміні проживало 3447 осіб.

## Територія
Згідно з даними за 2007 рік площа гміни становила 177.30 км², у тому числі:
- орні землі: 48.00%
- ліси: 27.00%

Таким чином, площа гміни становить 25.57% площі повіту.

## Населення
Станом на 31 грудня 2011:
| Опис     | Загалом | Загалом | Чоловіки | Чоловіки | Жінки | Жінки |
| -------- | ------- | ------- | -------- | -------- | ----- | ----- |
| одиниця  | осіб    | %       | осіб     | %        | осіб  | %     |
| все      | 3447    | 100     | 1734     | 50.30    | 1713  | 49.70 |
| міське   | 0       | 100     | 0        |          | 0     |       |
| сільське | 3447    | 100     | 1734     | 50.30    | 1713  | 49.70 |

## Сусідні гміни
Гміна Позездже межує з такими гмінами: Бане-Мазурське, Будри, Венґожево, Ґіжицько, Круклянки.